# Championnat d'Allemagne de l'Est féminin de handball
Le Championnat d'Allemagne de l'Est féminin de handball, ou Oberliga-DDR, mettait aux prises les meilleures clubs féminins de handball en Allemagne de l'Est entre 1951 et 1991.
La compétition est dominée par le Rotation / Lokomotive / SC Leipzig qui a remporté quinze des quarante titres mis en jeu.

## Palmarès
La palmarès est :
- 1951 BSG KWU Weimar
- 1952 SC Berlin Weissensee
- 1953 Rotation Leipzig-Mitte
- 1954 BSG Einheit Weimar
- 1955 SC Fortschritt Weissenfels
- 1956 BSG Lokomotive Rangsdorf
- 1957 BSG Lokomotive Leipzig
- 1958 SC Fortschritt Weissenfels
- 1959 SC Fortschritt Weissenfels
- 1960 BSG Chemie Zietz
- 1961 BSG Lokomotive Rangsdorf
- 1962 BSG Fortschritt Weissenfels
- 1963 BSG Fortschritt Weissenfels
- 1964 BSG Fortschritt Weissenfels
- 1965 SC Leipzig
- 1966 SC Empor Rostock
- 1967 SC Empor Rostock
- 1968 SC Leipzig
- 1969 SC Leipzig
- 1970 SC Leipzig
- 1971 SC Leipzig
- 1972 SC Leipzig
- 1973 SC Leipzig
- 1974 TSC Berlin
- 1975 SC Leipzig
- 1976 SC Leipzig
- 1977 TSC Berlin
- 1978 SC Leipzig
- 1979 TSC Berlin
- 1980 TSC Berlin
- 1981 SC Magdebourg
- 1982 ASK Vorwärts Francfort
- 1983 ASK Vorwärts Francfort
- 1984 SC Leipzig
- 1985 ASK Vorwärts Francfort
- 1986 ASK Vorwärts Francfort
- 1987 ASK Vorwärts Francfort
- 1988 SC Leipzig
- 1989 HC Empor Rostock
- 1990 ASK Vorwärts Francfort
- 1991 SC Leipzig

## Bilan par club
Le bilan par club est :
| Rang  | Club                               | Titres | Années                                                                                   |
| ----- | ---------------------------------- | ------ | ---------------------------------------------------------------------------------------- |
| 1     | Rotation / Lokomotive / SC Leipzig | 15     | 1953, 1957, 1965, 1968, 1969, 1970, 1971, 1972, 1973, 1975, 1976, 1978, 1984, 1988, 1991 |
| 2     | SC / BSG Fortschritt Weißenfels    | 6      | 1955, 1958, 1959, 1962, 1963, 1964                                                       |
| 2     | ASK Vorwärts Francfort             | 6      | 1982, 1983, 1985, 1986, 1987, 1990                                                       |
| 4     | TSC Berlin                         | 4      | 1974, 1977, 1979, 1980                                                                   |
| 5     | SC Empor Rostock                   | 3      | 1966, 1967, 1989                                                                         |
| 6     | BSG Lokomotive Rangsdorf           | 2      | 1956, 1961                                                                               |
| 6     | BSG Motor/KWU Weimar               | 2      | 1951, 1954                                                                               |
| 8     | SC Berlin-Weißensee                | 1      | 1952                                                                                     |
| 8     | BSG Chemie Zeitz                   | 1      | 1960                                                                                     |
| 8     | SC Magdebourg                      | 1      | 1981                                                                                     |
| Total | Total                              | 40     | 1951-1991                                                                                |